# Stone & Webster

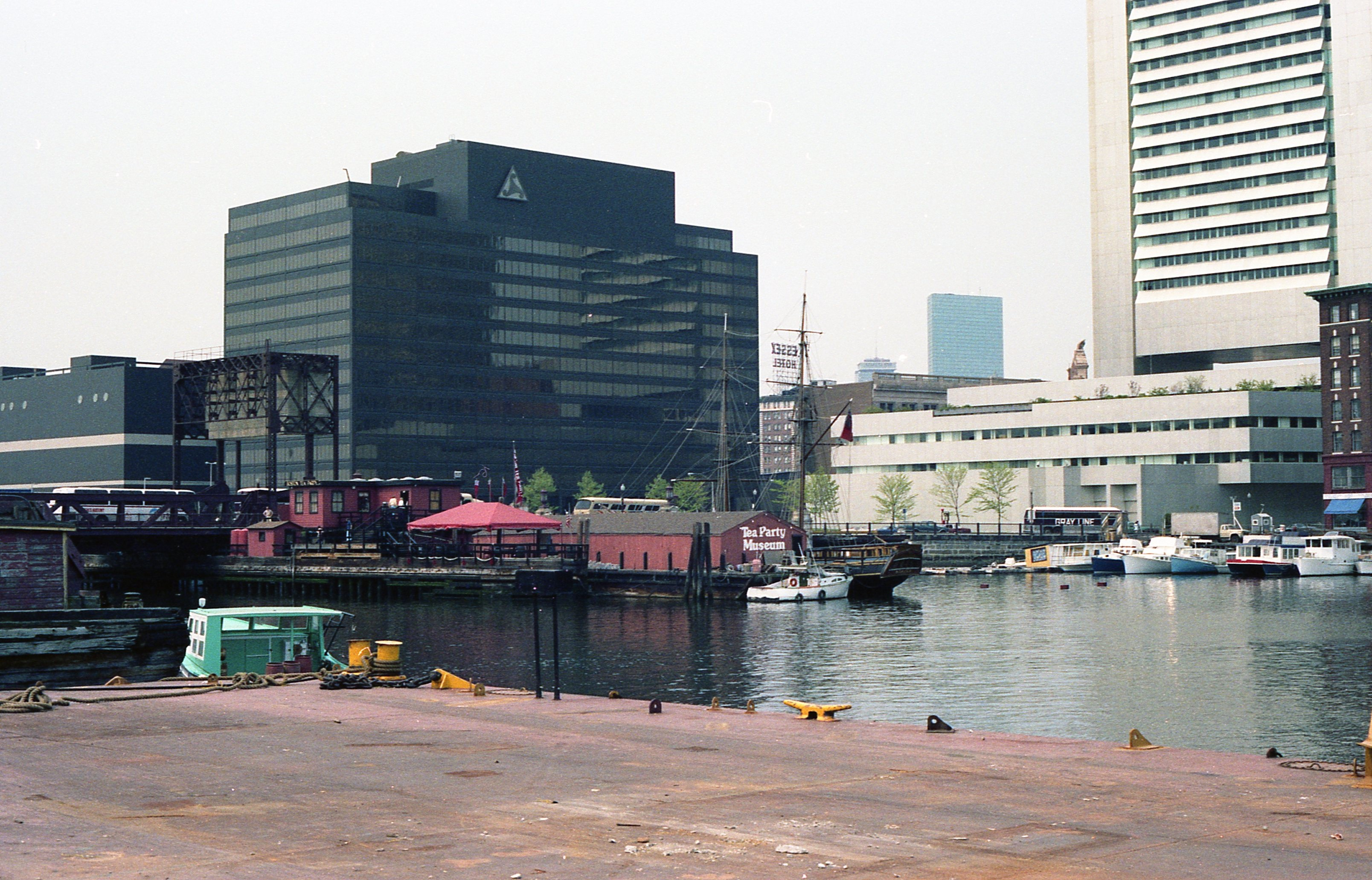
Le siège social de Stone & Webster à Boston en 1980.

Stone & Webster est une entreprise américaine d'ingénierie basé à Stoughton au Massachusetts, aux États-Unis.
L'entreprise est fondée en 1889 par Charles Stone et Edwin Webster.
Intégrée comme une filiale de The Shaw Group (en) en 2000, il est entre 2012 et janvier 2016 une filiale de Technip qui la revend à Westinghouse Electric Company pour 229 millions de dollars américains.
Cette acquisition avait pour but d'éteindre les contentieux juridiques sur la construction des réacteurs AP1000 en chantier aux États-Unis, mais fin 2016 Westinghouse a revu en très forte hausse la charge de travail restante et se place formellement sous la protection du Chapitre 11 de la loi sur les faillites des États-Unis.